# Spoorlijn Garmisch-Partenkirchen - Kempten
De spoorlijn Garmisch-Partenkirchen - Kempten (Allg) ook wel Außerfernbahn (nl: Außerfernspoorlijn) genoemd, is een Duitse spoorlijn als spoorlijn 5452 Garmisch-Partenkirchen – Griesen (Oberbay) en 5403 Pfronten-Steinach – Kempten (Allgäu) onder beheer van DB Netze.
Het Oostenrijkse deel is als spoorlijn 522 Griesen (Oberbay) – Pfronten-Steinach onder beheer van ÖBB Infrastruktur AG.

## Geschiedenis
In de tweede helft van de 19e eeuw doken de eerste plannen voor een Fernspoorlijn vanuit Kempten over de Fernpas naar Innsbruck op. In 1895 werd het eerste baanstuk van Kempten naar Pfronten geopend. In 1905 volgde uitbreiding richting het Oostenrijkse Schönbichl. Daarna werd er gediscussieerd over het verdere verloop van de spoorlijn. Drie varianten kwamen daarbij aan bod: Reutte-Ehrwald-Gaistal-Leutasch, Reutte-Fernpas-Imst (de Fernspoorlijn) of Reutte-Ehrwald-Garmisch-Partenkirchen. Omdat Garmisch-Partenkirchen toentertijd reeds een spooraansluiting naar München had, was het vanzelfsprekend een directe verbinding tussen München en Innsbruck te realiseren om daarmee ontsluiting van de Außerfern te bereiken. De Mittenwaldspoorlijn (Karwendelspoorlijn) van Garmisch-Partenkirchen naar Innsbruck werd in 1912 geopend. Het baanstuk van Garmisch-Partenkirchen naar Reutte volgde op 29 mei 1913. Beide trajecten waren vanaf het begin geëlektrificeerd.
Opnieuw laaide de discussie op om een traject over de Fernpas aan te leggen of om het spoor aan te sluiten op de slechts vier kilometer verder gelegen rails van de spoorlijn Biessenhofen - Füssen bij Füssen. Deze plannen zijn nooit gerealiseerd. Later werd er regelmatig gesproken over sluiting van het traject, omdat de bovenleidingen in slechte staat verkeerden. In 2003 heeft de deelstaat Tirol de exploitatie van de spoorlijn voor wat betreft personenvervoer overgelaten aan DB Regio.

## Traject
Het spoor begint in Kempten in het heuvelige Alpenvoorland en kruist de grens met Oostenrijk tussen Pfronten en Schönbichl, waarna het tussen Ehrwald en Griesen weer naar Duitsland voert. De langste tunnel is de 512,5 meter lange Katzenbergtunnel tussen Reutte en Heiterwang. De maximale stijging op het traject bedraagt 40 promille.

## Treindiensten

### DB
Deutsche Bahn Aktiengesellschaft, afgekort DB of DB AG, is een spoorwegmaatschappij in Duitsland, ontstaan in 1994 uit een fusie van de Deutsche Bundesbahn (DB) uit de Bondsrepubliek (West-Duitsland) en de Deutsche Reichsbahn (DR) uit de voormalige DDR (Oost-Duitsland). DB AG gebruikt naar klanten toe simpelweg de naam Die Bahn.
De exploitatie van de gehele spoorlijn is in handen van de Deutsche Bahn.

### ÖBB
De Österreichische Bundesbahnen of ÖBB (Oostenrijkse Staatsspoorwegen) is de grootste spoorwegmaatschappij van Oostenrijk. De Oostenrijkse staat bezit alle aandelen in de ÖBB-Holding AG.
De Österreichische Bundesbahnen zijn verantwoordelijk voor het onderhoud van de infrastructuur. De spoorlijn heeft een belangrijke functie in het vervoer van scholieren, forenzen en toeristen. Het goederentransport over de lijn vindt alleen plaats tussen Vils en Garmisch-Partenkirchen en bestaat vooral uit cementwerk en hout.

## Elektrische tractie
Het traject van Garmisch-Partenkirchen naar Reutte werd op 29 mei 1913 geëlektrificeerd met 15.000 volt 16 2/3 Hz wisselspanning.

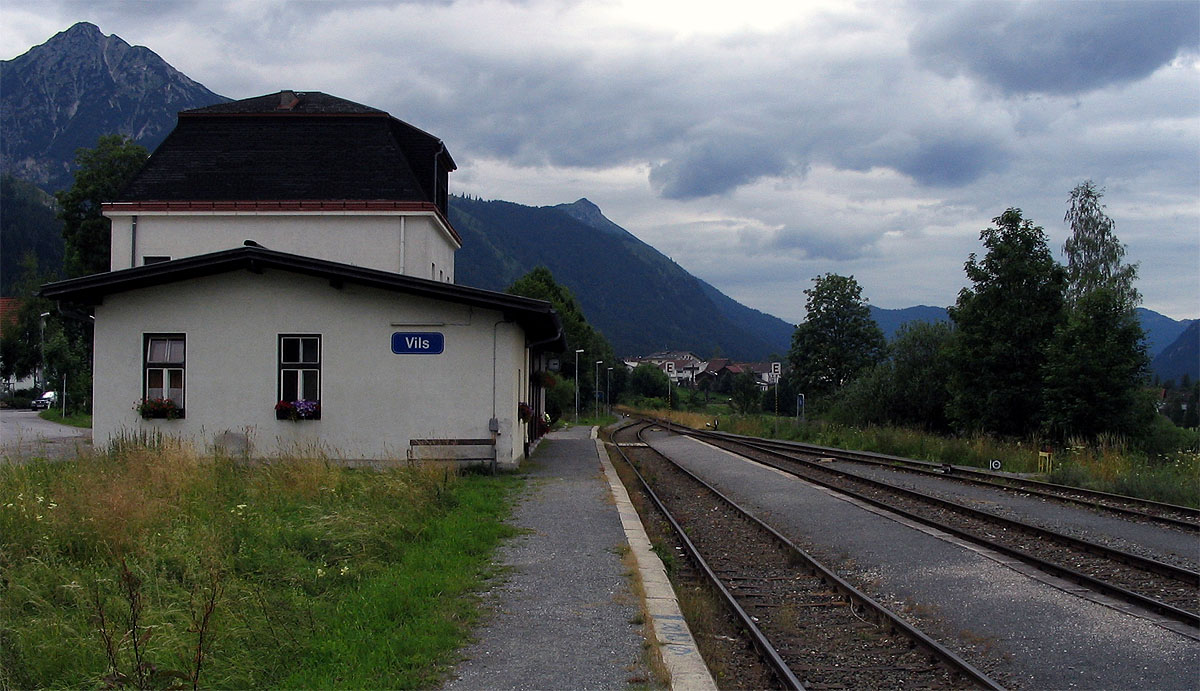
Station Vils aan de Außerfernspoorlijn
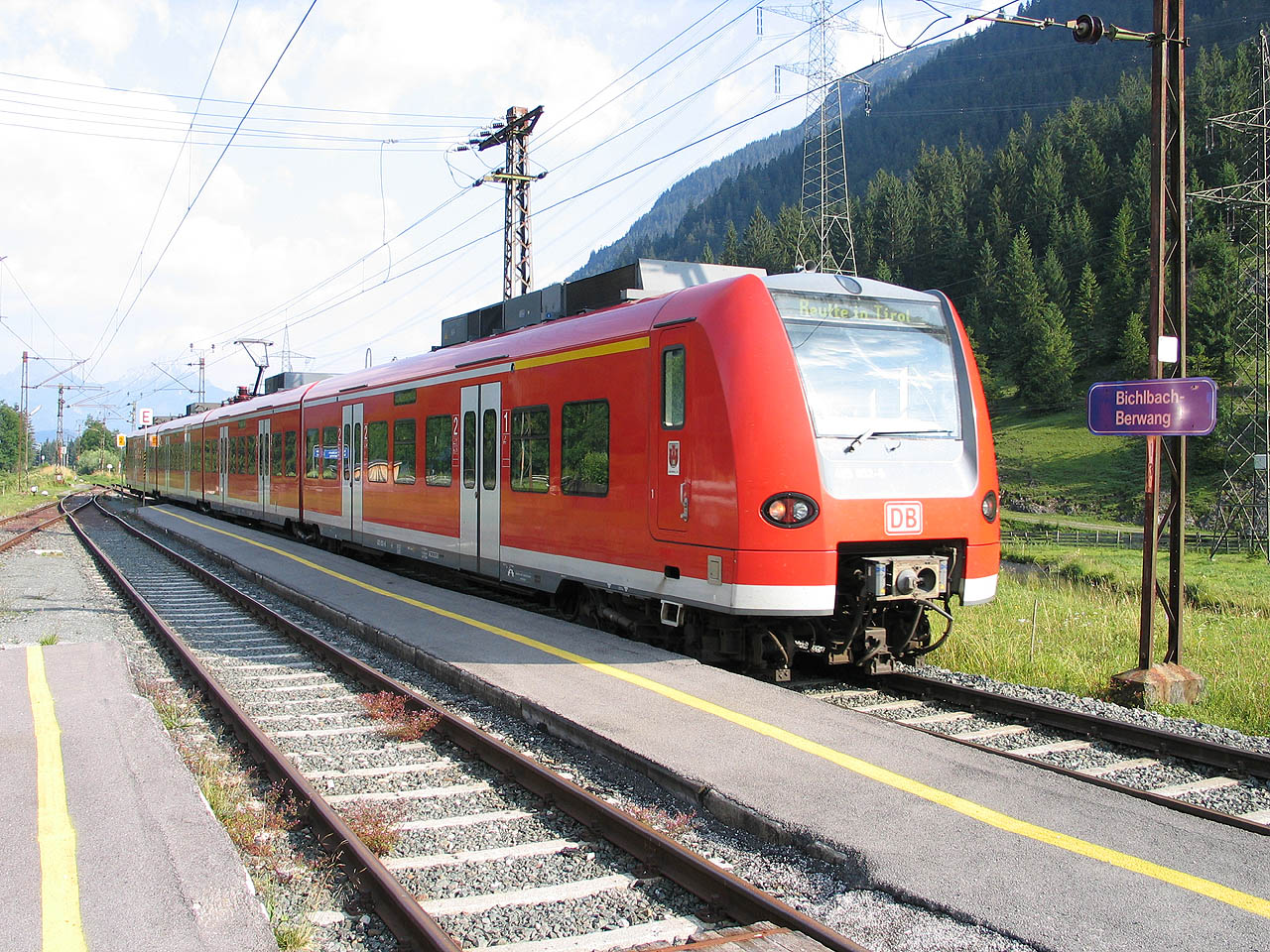
Trein uit de DB-Baureihe 425 op het station Bichlbach-Berwang
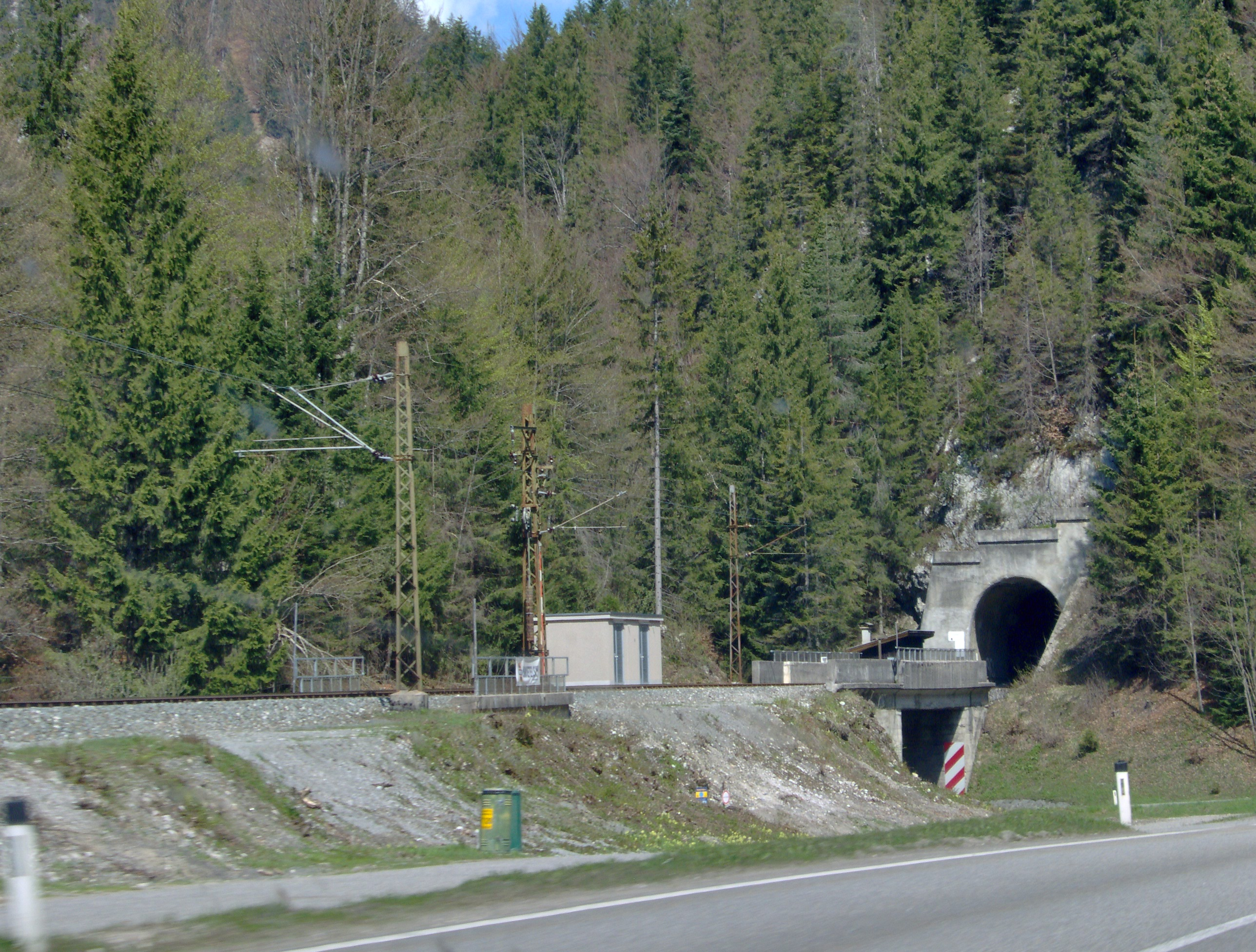
De zuidelijke tunnelingang van de Katzenbergtunnel